# Gioacchino Napoleone Pepoli
Gioacchino Napoleone Pepoli (Bologna, 10 ottobre 1825 – Bologna, 26 marzo 1881) è stato un diplomatico, scrittore e politico italiano, senatore del Regno d'Italia e sindaco di Bologna.

## Biografia

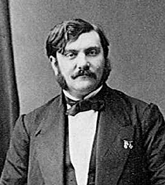

Figlio del marchese Guido Taddeo Pepoli e della principessa Letizia Murat, figlia di Gioacchino Murat e quindi nipote di Napoleone Bonaparte.
Nel 1844 sposa la principessa Federica di Hohenzollern-Sigmaringen, figlia di Carlo di Hohenzollern-Sigmaringen e cugina di Federico Guglielmo IV di Prussia. La sposa era sua cugina, in quanto figlia della principessa Maria Antonietta Murat.
Attivo nelle rivolte del 1848, fu comandante della Guarda Civica di Bologna e contrastò l'occupazione austriaca della città.
In esilio in Toscana dal 1849 al 1852, successivamente partecipò all'insurrezione nella Legazione delle Romagne del 1859 che portò all'annessione della regione al Regno d'Italia.
Dal 1860 fu Commissario Generale dell'Umbria nella fase dell'annessione di tale regione nel neonato Regno d'Italia. In particolare Pepoli ebbe un ruolo importante per l'area di Terni in quanto si impegnò per l'edificazione della "Fabbrica d'Armi" nel 1875 e per la creazione nella città umbra dell'attuale Istituto Tecnico Industriale.
Fu poi parlamentare dalla VII alla X legislatura, ricoprendo gli incarichi di ministro dell'agricoltura, dell'industria e del commercio nel Governo Rattazzi I (1862) e ministro plenipotenziario a Pietroburgo (1863).
Dal 1866 al 1868 fu sindaco di Bologna. Il 12 marzo 1868 venne nominato Senatore del Regno.
Il suo archivio personale è oggi conservato all'Archivio di Stato di Bologna.
È sepolto nella cappella Pepoli, realizzata nella Loggia del Colombario della Certosa di Bologna da Massimiliano Putti (gruppo scultoreo del Redentore e anime) e Carlo Monari (busto) nel 1868.

## Discendenza
Nel 1844 sposa la principessa Federica di Hohenzollern-Sigmaringen e ha tre figlie: 
- Letizia (1846-1902), sposò, nel 1868, il conte Antonio Gaddi (1842-1914);
- Antonietta (1849-1887), sposò, nel 1872 il conte Carlo Taveggi (1836-1902);
- Napoleona Luisa (1853-1929), sposò, nel 1872 il Conte Guarini Dominico-Mar Castelfalcino Matteucci (1848-1905).

## Eredità
Gli è stata dedicata la scuola media di Poggio Mirteto.